# Filosofi

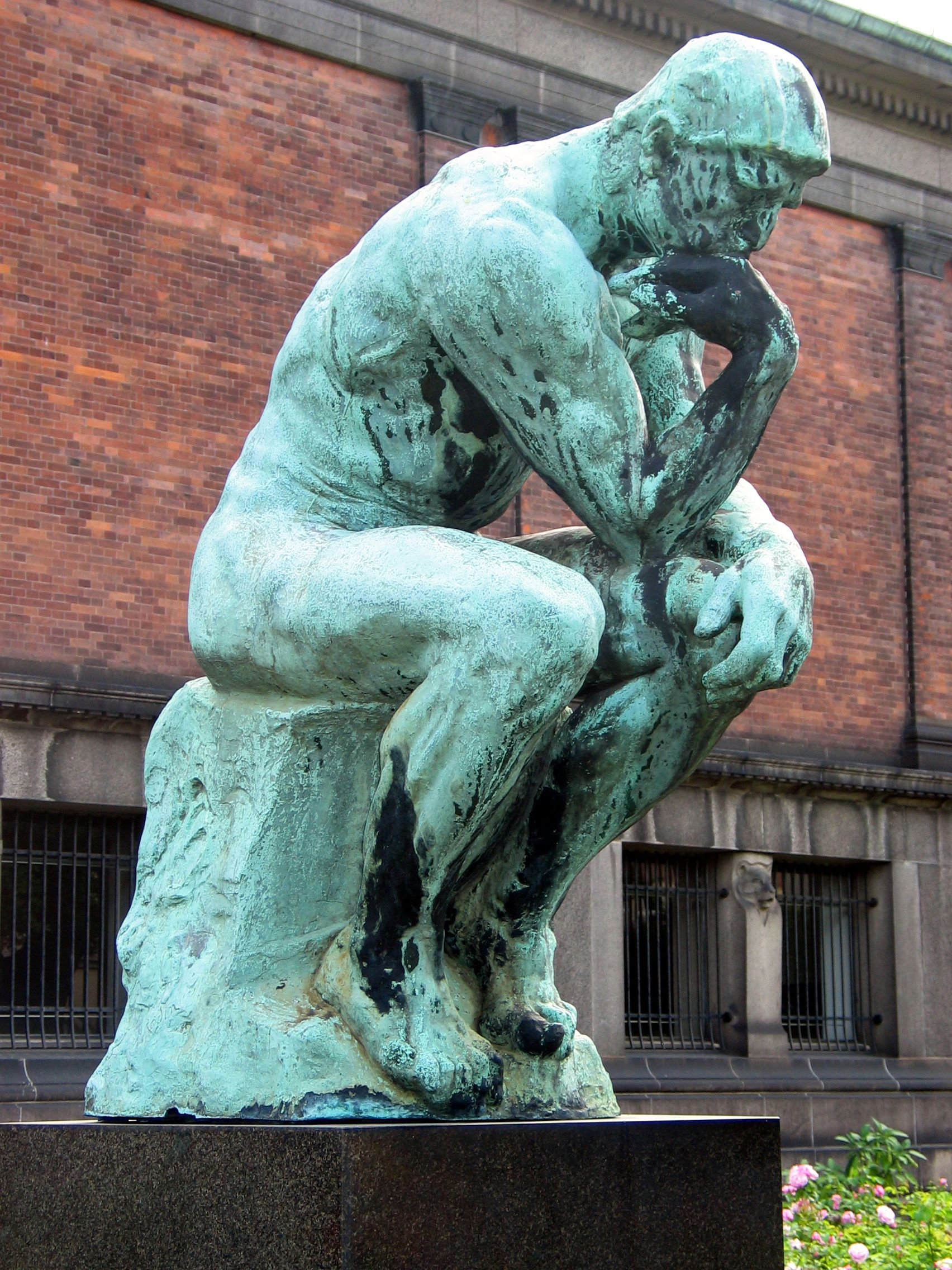
Tänkaren av Auguste Rodin.

Filosofi, från grekiskans philosophía (φιλοσοφία) som översätts till "kärlek till vishet" eller dylikt, är en akademisk disciplin som systematiskt studerar frågor om bland annat rationalitet, kunskap, värden, medvetande och existens. Ordet kan också, i sammansättningar som "en filosofi" eller "flera filosofier", syfta på ett sammanhängande tankesystem eller en filosofisk skola.
Sedan antikens Grekland, där västerlandets filosofiska tänkande uppstod, har filosofiska studier handlat om "de eviga frågorna", alltså sådant som människor funderat över under mycket lång tid. Det filosofiska tänkandet kan grovt indelas i logik, kunskapsteori, metafysik eller ontologi, vetenskapsteori, språkfilosofi, värdeteori, etik, estetik och religionsfilosofi.
Logiken behandlar vad som gör slutledningar korrekta, alltså vilka regler som gäller för att ny kunskap kan uppstå enbart genom tänkandet.
Kunskapsteorin, däremot, studerar mer allmänt hur kunskap uppstår. Historiskt sett har framför allt två skolor argumenterat utifrån olika utgångspunkter: rationalismen, som betonar förnuftet, och empirismen, som betonar sinnena. I anslutning till detta ägnar sig vetenskapsteorin åt vetenskapens uppkomst och utveckling.
Metafysiken eller ontologin behandlar våra obevisbara föreställningar om vad för slags ting och fenomen som finns och kan finnas i världen, sådana föreställningar som tillsammans med logiken behövs som en grund för att vi ska kunna skapa oss en konkret uppfattning om hur världen är beskaffad.
Värdeteorin behandlar frågan om vad värde rent allmänt är, medan etiken undersöker vad som gör handlingar värdefulla, det vill säga varför vi bör handla på vissa sätt och inte på andra, och estetiken handlar om vad det innebär att ting och handlingar är upplevelsemässigt värdefulla.
Religionsfilosofin behandlar de religiösa föreställningarnas innehåll och struktur, men bekänner sig inte till någon religion eller visar avstånd.
Något som skulle kunna ses som ett problem för filosofin som disciplin är att ett filosofiskt område blir till ett vetenskapligt område när empiriskt underlag blir accepterat inom området. Detta skeende har betonats av exempelvis Bertrand Russell och Karl Jaspers. Filosofin avlägsnas enligt detta synsätt gradvis från områden med kopplingar till observationer, vilket kan anses vara tydligt inom områden som naturvetenskaper och historia.

## Historia

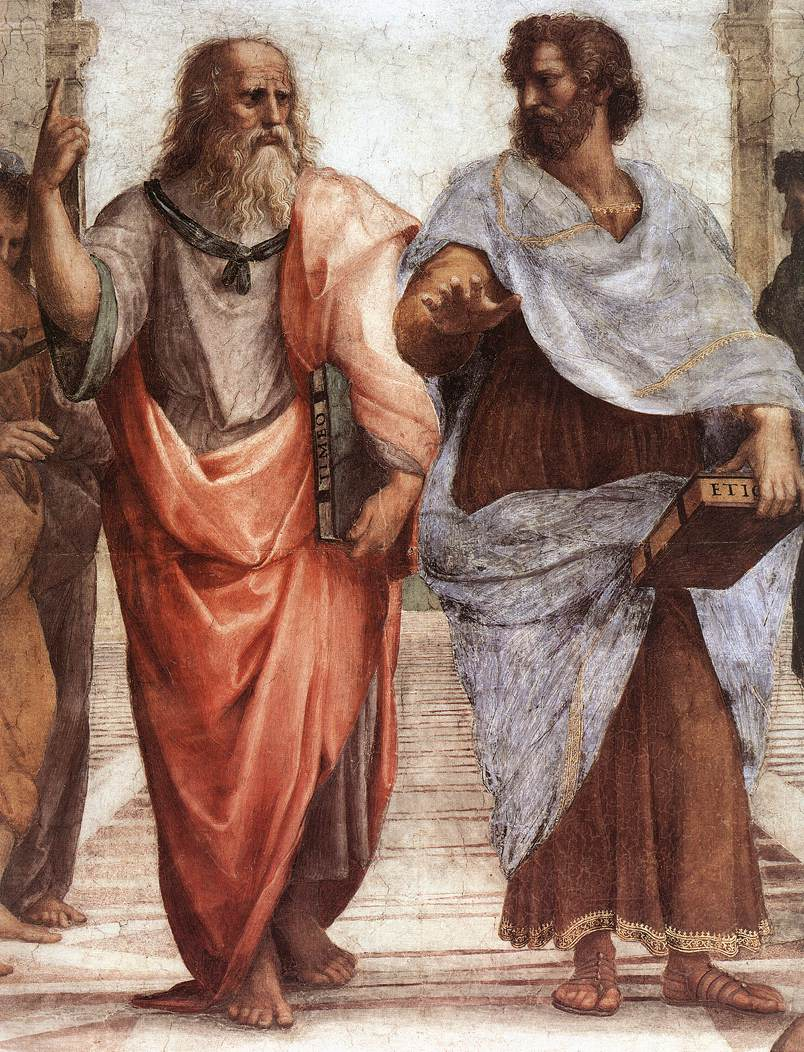
Platon och Aristoteles i en målning av Rafael.

Filosofins historia förklarar både hur olika problem och frågeställningar uppstått och hur de besvarats genom historien. Genom denna katalog av frågor och svar är en filosof bättre rustad för att hantera både tidlösa och nya frågeställningar. Historia är därför betydligt viktigare i filosofi än de flesta andra ämnen. Västerländsk filosofihistoria antas börja med försokratikerna. De var de första, i antika Grekland, att ställa frågor om världen utan att blanda in religion i svaren. Platon och Aristoteles ställde redan under antiken de flesta grundläggande frågor filosofin ställer idag. Muslimsk filosofi utvecklar arvet från antikens filosofi. Skolastik var under medeltiden en filosofi som genom komplicerade argument försökte klarlägga frågor om både Gud och världen (se Gudsbevis). Descartes och andra försökte visa att skolastikerna hade fel. Empirismen menade att all kunskap kom från sinnena, medan rationalismen såg förnuftet som källan till all kunskap. I början av 1900-talet menar en del av analytisk filosofi, Wienkretsen, att deras filosofi är vetenskaplig. I kontinental filosofi kritiserar man den analytiska filosofin och feministisk filosofi och postmodernism visar att mycket det man tidigare tagit för givet går att ifrågasätta. Så har under filosofins historia argument brutits mot argument och därigenom givet en skatt av uppslag för att lösa filosofiska problem. Även för ett nytt ämne som bioetik kan det vara meningsfullt att se vad filosofer genom historien skrivit i liknande frågor, vilken betydelse har till exempel Jeremy Benthams skrifter för en given fråga i etik, eller kan Konfucianism eller någon gestalt i indisk filosofi ge ett bidrag?

## Delområden
Filosofin har flera delområden som vart och ett har olika frågor i fokus. På svenska institutioner görs en skillnad mellan praktisk filosofi och teoretisk filosofi förutom de vid Kungliga Tekniska högskolan, Södertörns högskola, Umeå universitet samt Luleå tekniska universitet, som bedriver så kallad kombinerad filosofiundervisning. Nedan ges delområdena grupperade enligt dessa två huvudgrupperingar. Uppdelningen mellan teoretisk och praktisk filosofi är inte vanligt förekommande i världen som helhet.
Praktisk filosofi omfattar till exempel:
- etik, moralfilosofi som studerar moraliska begrepp som det goda och rättvisa och om dessa begrepp är universella eller beroende av olika faktorer.
- estetik ägnar sig åt konstens och det skönas väsen och natur.
- politisk filosofi och samhällsfilosofi, studerar fenomen i samhället, olika ideologier och teorier om samhällets uppbyggnad och funktion.
- religionsfilosofi som bland annat studerar gudsbegreppet, möjligheten att bevisa guds existens och religiösa upplevelsers förhållande till vetenskap och vetande.
- värdeteori som studerar värdens natur, vad vi uttrycker med värdeomdömen och huruvida dessa värden är objektiva eller subjektiva, m.m.
- rättsfilosofi
- handlingsteori

Teoretisk filosofi omfattar till exempel:
- kunskapsteori (epistemologi), vetenskapsteori sysslar med frågor som "Vad är kunskap?", "Hur får vi kunskap?" och hur vet man att något är sant. Vad är ett riktigt sätt att forska och utföra vetenskapliga undersökningar på?
- logik, argumentation Vad är ett riktigt sätt att härleda fakta från andra fakta? Formalism kring hur man tydligt beskriver ett logiskt resonemang.
- språkfilosofi ställer frågor om språkets natur. Vad innebär det att ett ord betyder någonting? Hur förhåller sig språket till medvetandet och till verkligheten?
- matematikfilosofi undersöker de matematiska begreppens natur.
- medvetande-, kognitionsfilosofi undersöker medvetandets, jagets och själens natur.
- filosofins historia De olika filosoferna och deras tänkande.
- metafysik Övergripande filosofiska teorier kring världens, tillvarons och verklighetens innersta väsen.

Ett annat sätt att ge filosofin ämnesområden är att utgå från ett särskilt sätt att angripa problem ur en viss synvinkel eller genom att hänvisa till en viss historisk eller geografisk tradition. Feministisk filosofi går att läsa som särskilt ämne på universitet, men det hindrar inte att det också finns feministisk vetenskapsteori. På samma sätt är muslimsk filosofi ett delområde i filosofin på samma gång som filosofins historia ur muslimskt perspektiv är en del av delområdet filosofins historia. En tänkare i indisk tradition som filosoferar om matematik är på samma sätt en del av matematikfilosofi. Bland sådana angreppsätt och traditioner finns:
- Afrikansk filosofi
- Buddhistisk filosofi
- Feministisk filosofi
- Indisk filosofi
- Kinesisk filosofi
- Kristen filosofi
- Muslimsk filosofi
- Persisk filosofi
- Analytisk filosofi
- Kontinental filosofi
- Marxism
- Thomism
- Vetenskapsteori

## Traditioner
Man kan även dela in filosofin efter olika traditioner eller skolbildningar. Olika traditioner har dominerat i olika länder under olika tidsperioder, och de har delvis olika uppfattning om vad filosofi är. En populär indelning under 1900-talet var den mellan analytisk och kontinental filosofi.
- Analytisk filosofi har under 1900-talet dominerat i den anglosaxiska världen, samt i Skandinavien. I Sverige idag är de flesta filosofiinstitutioner analytiskt inriktade, med den på Södertörns högskola som främsta undantag. Som namnet antyder har den sin grund i synen att man genom analys av språk och satser kan klargöra filosofiska problem. Analytiska filosofer sätter ett högt värde på klarhet och tydlighet, medan de i mindre grad värdesätter associativt tänkande. Den analytiska filosofin är vidare mer vänd mot naturvetenskaperna och matematiken än mot de övriga humanistiska ämnena. Den har sina främsta rötter hos Bertrand Russell och hans vän G.E. Moore. Den rymmer inom sig olika riktningar, exempelvis Logisk positivism och Vardagsspråksfilosofi.

- Kontinental filosofi är en samlingsbeteckning för ett antal olika riktningar som haft en stark ställning i framför allt Tyskland och Frankrike under 1900-talet. Den framkom främst genom Edmund Husserl men många filosofer ur denna traditionen vill peka på sina rötter hos Georg Wilhelm Friedrich Hegel och Sören Kierkegaard. Några exempel på traditioner inom den kontinentala filosofin är fenomenologi, existentialism och dekonstruktivism. Det skall även nämnas att feministisk filosofi har många av sina filosofiska rötter i denna tradition, framförallt genom Simone de Beauvoir.

## Filosofididaktik
Filosofididaktik försöker besvara de tre didaktiska grundfrågorna: "vad?", "varför?" och "hur?" i relation till filosofiämnet. Filosofididaktikämnet angränsar till andra filosofiska områden såsom filosofisk praxis och filosofi med barn, men har av tradition riktat sig mer till filosofilärare och filosofilärarstudenter.

## Humanfilosofi
Humanfilosofin är en gren av filosofin som behandlar människans väsen, och begrepp som medvetande, fri vilja, människovärde, njutning och lidande. Humanfilosofin kan ses som grunden för samhällsfilosofin och etiken.
John Locke är enligt detta synsätt en humanfilosofisk tänkare.